# Monument au Héros inconnu du mont Avala
Le monument au Héros inconnu (en serbe cyrillique : Споменик Незнаном јунаку ; en serbe latin : Spomenik Neznanom junaku)  est un mémorial de la Première Guerre mondiale situé au sommet du mont Avala, au sud-est de Belgrade, en Serbie, et conçu par le sculpteur Ivan Meštrović. 

## Situation
Le mémorial a été construit entre 1934 et 1938 à l'endroit où un soldat serbe inconnu de la Première Guerre mondiale avait été enterré. Il est similaire à de nombreux autres tombeaux du soldat inconnu construits par les Alliés après la guerre. Avant cela, la forteresse de Žrnov se trouvait à cet emplacement.

## Présentation

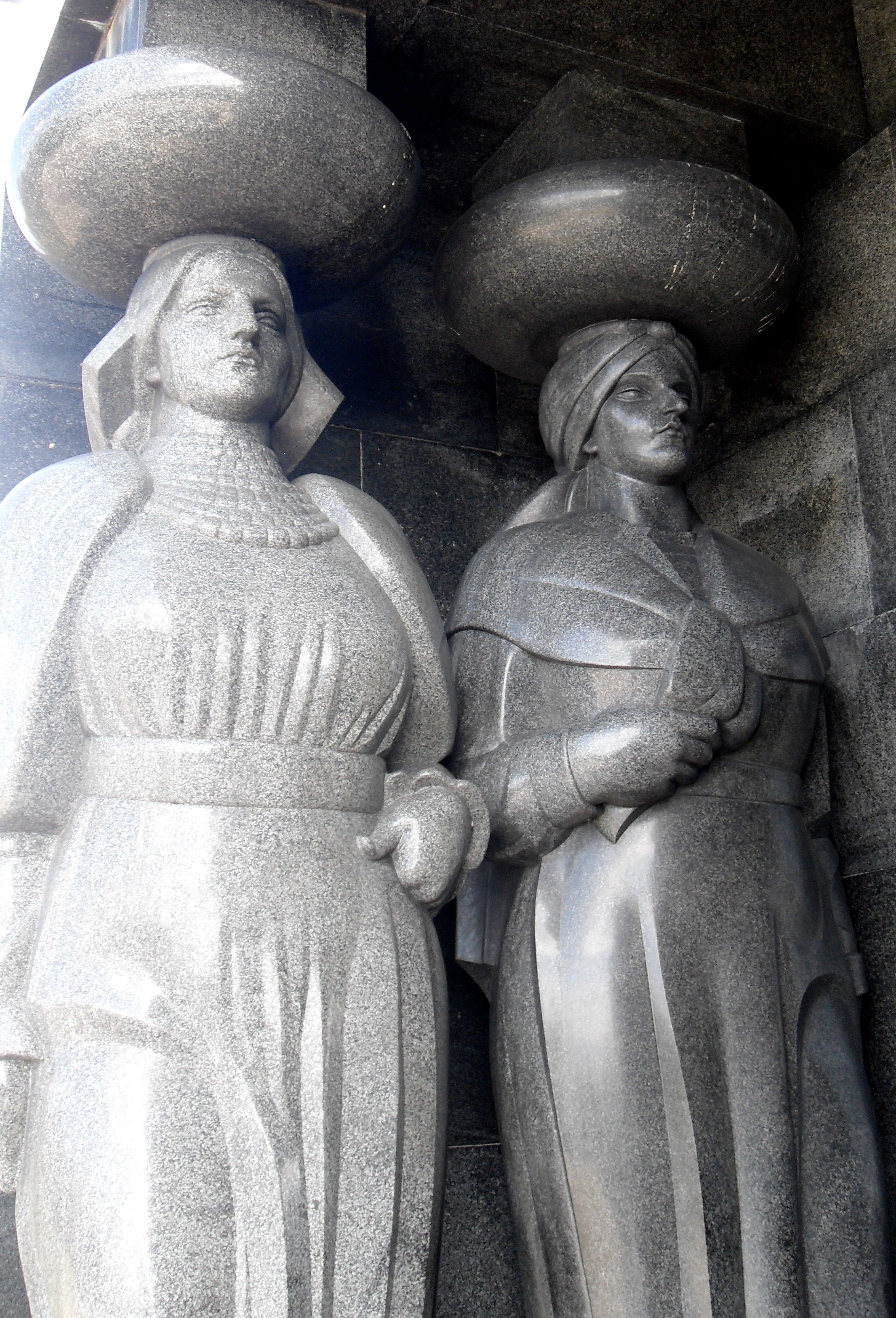
Détails du monument.

La construction du monument au Héros inconnu du mont Avala a été ordonnée par le roi Alexandre Ier de Yougoslavie pour commémorer les victimes de la Première Guerre mondiale. Les dates indiquées sur le monument, 1912-1918, élargissent la commémoration aux soldats morts lors des guerres balkaniques de 1912 et de 1913.
Réalisée entre 1934 et 1938 à l'emplacement de l'ancienne forteresse de Žrnov, l'œuvre est une structure en marbre noir de facture néoclassique : le tombeau est orné de caryatides supportant le toit. Ces statues, figurant les mères symboliques du soldat, sont au nombre de huit : elles représentent les peuples et les nations réunies au sein du nouveau Royaume de Yougoslavie.
Un escalier monumental permet d'accéder à l'édifice. Situé à une altitude de 511 mètres, le monument au Héros inconnu offre un vaste point de vue sur la ville de Belgrade.